# Chlorita uvaroviana
Chlorita uvaroviana är en insektsart som beskrevs av Aleksey A. Zachvatkin 1946. Chlorita uvaroviana ingår i släktet Chlorita och familjen dvärgstritar. Inga underarter finns listade i Catalogue of Life.